# Serieåret 1950

## Händelser

### Oktober
- Oktober - Fantomen får egen serietidning i Sverige.[1]
- 2 oktober – Charles M. Schulz tecknade serie Peanuts ("Snobben") publiceras första gången i USA.[2]

### Okänt datum
- Ytterligare två serietidningar, Alla tiders seriejournal och Walt Disney's serier, utkommer för första gången.[3]
- Fantomenklubben blir Sveriges första serietidningsklubb.[1]
- Mort Walker i USA skapar serien Knasen.[4] Inspirerat av Koreakriget låter Mort Walker seriefiguren ta värvning i serierna.

## Utgivning
- Algas Seriebok #10: Teddys äventyr

### Album
- Det svarta guldet (Tintins äventyr) [5]
- Quatre aventures de Spirou et Fantasio av André Franquin, Dupuis [6]
- Rodeo (Lucky Luke) [7]

## Födda
- 29 juni - Mike Richardson, amerikansk serieskapare.
- 6 juli – John Byrne, kanadensisk-amerikansk serieskapare.
- 17 juli – Lena Ackebo, svensk serieskapare.
- 30 november – Chris Claremont, amerikansk serieförfattare.
- David Lloyd, brittisk serietecknare.

### Fotnoter
1. 1 2  Swecomics
2. ↑  100 år med Aftonbladet – 1950, 1999
3. ↑  Swecomics [död länk]
4. ↑  Swecomics
5. ↑  ”Tintin”. http://en.tintin.com/albums/show/id/39/page/0/0/land-of-black-gold. Läst 12 mars 2011.
6. ↑  franquin.com. ”Une vie - 1950” (på franska). Arkiverad från originalet den 14 maj 2011. https://web.archive.org/web/20110514180918/http://www.franquin.com/bio/1950.php. Läst 10 mars 2011.
7. ↑  ”Lucky Luke på svenska”. Arkiverad från originalet den 11 november 2014. https://web.archive.org/web/20141111004811/http://www.visit.se/~dampgrodan/album_kronolog.html. Läst 12 mars 2011.